# Magalon
Magalon ist ein Brettspiel von Spieleautor Wolfgang Kramer.

## Idee und Ausstattung
Die Idee des Spiels entspricht einem Wettlauf von zwei bis vier Magiern, die im Tal von Magalon drei Artefakte sammeln und zum Startpunkt bringen müssen, um in „den Rat der Elf“ aufgenommen zu werden.
Das Spiel beinhaltet neben dem großen Spielfeld, das eine detaillierte Wald- und Berglandschaft abbildet, sechs rechtwinklige Ruinen aus Kunststoff, mit drei schwarzen Kunststofffiguren, die einen Giganten und zwei Gnome darstellen. Zusätzlich gibt es vier Aktionschips, die die einzelnen Spielaktionen abbilden und zwei schwarze Würfel.
Für jeden Spieler gibt es: stilistisch vereinfacht aus Holz: eine Spielfigur; ein Schutzschild und einen Energiestein. Je elf Magierkarten, die Zahlwerte und Aktionen abbilden, sind auf buntem Hintergrund im Comicstil gedruckt. Die drei magischen Artefakte bilden: ein „Amulett der Macht“ auf einem dreieckigen, einen „Stein der Weisheit“ auf einem rechteckigen und den „Ring der Unsterblichkeit“ auf einem runden Chip. Jedes der Artefakte gibt es einmal pro Spieler.

## Spielablauf
Das Spiel ist in mehrere Phasen aufgeteilt.
Zuerst baut man das Spielbrett auf, welches schachbrettartig in verschiedene Felder unterteilt ist. Dabei sind über das Spielfeld verteilt die Startpositionen für die Ruinen sowie die der Gnome und des Giganten hervorgehoben. An der oberen linken sowie rechten Seite des Spielfelds befindet sich jeweils ein Ereignisfeld, wo die verschiedenen Schmuckstücke, welche zum Sieg gesammelt werden müssen, ergattert werden können. Auch befinden sich auf dem Spielfeld mehrere Energiepunkte, auf welchen der Spieler seine magische Kraft aufladen kann.
Am Spielbeginn starten alle Spieler am unteren Ende des Spielfeldes und müssen aus ihrem Kartenstapel, welcher insgesamt zehn Karten mit verschiedenen Aktionen umfasst, eine Karte verdeckt auslegen, um so den Startspieler zu bestimmen. Dabei darf jedoch kein Spieler eine gleiche Karte auslegen.
Ist nun der Startspieler bestimmt, so kann dieser eine seiner Spielkarten ausspielen, der nächste Spieler ist nun zum Auslegen an der Reihe. Haben alle Spieler ihre Karten ausgelegt, wobei hier auch wieder die Regel gilt, dass es keine Karte doppelt geben darf, werden die Spielzüge gemacht. Dabei orientiert sich die Anzahl der zu ziehenden Felder jeweils an der Zahl auf der Karte, der Spieler mit der höchsten Karte startet. Nun setzt der erste Spieler seinen Charakter entsprechend an der unteren Spielfeldseite an einem beliebigen Startpunkt ein und geht seine entsprechenden Felder. Dabei darf kein Feld doppelt gezählt und es muss immer die ganze Anzahl an Zügen ausgespielt werden. Hat der Spieler nun seinen Zug beendet, so darf er die Aktion auf seiner Karte ausführen. Dabei reichen die Aktionsmöglichkeiten von Ruinen bewegen um gewisse Felder, die Ruine fliegen lassen an einen beliebigen Punkt auf der Karte, über Gnome bewegen, Energie laden oder einfach nur seine bereits ausgespielten Karten wieder aufnehmen zu dürfen. Hat der Spieler beispielsweise nun die Ruine bewegt, so kann dieser zusätzlich noch ein Schild auf einem beliebigen Feld auf dem Spielbrett aufstellen. Dies fungiert dabei als unüberwindbare Mauer, welche flexibel in der Spielwelt aufgebaut werden kann. Dies kann der Spieler taktisch auf unterschiedlichste Art nutzen. So lassen sich z. B. Wege der gegnerischen Spieler verbauen, das Verschieben von Ruinen in eine gewisse Richtung verhindern oder auch einfach nur zum Schutz des eigenen Charakters gegen einen potenziellen Gnom- oder Gigantenangriff. Nachdem der Spieler seine taktischen Überlegungen beendet hat und auch sein Schild platziert ist, so muss dieser noch einen Energiepunkt seiner magischen Kraft abziehen, mit denen er am Anfang mit einer Anzahl von zehn startet. Der nächste Spieler mit der nächst höheren Zahl macht nun seinen Spielzug nach dem gleichen Muster. Dies geht so weiter, bis der letzte Spieler seinen Spielzug zu Ende gespielt hat. Der Spieler mit der niedrigsten Karte darf nun den Giganten bewegen und würfelt dazu zwei Würfel mit sechs Seiten (Augen von 1–6), welche danach die Anzahl an Feldern bestimmen, welche der Gigant gehen kann. Wenn der Gigant z. B. einen Spieler erreicht und auf seinem Feld angreift, so kann der gegnerische Spieler diesen Charakter um zehn Spielfelder beliebig versetzen. Auch darf dieser Spieler nun die erste Karte für die nächste Runde ausspielen.
Hat ein Spieler nun alle drei Sammelobjekte aufgesammelt, so ist das Ziel in Reichweite, denn der Spieler muss es nur noch zum Startgebiet zurückschaffen. Wichtig ist hierbei, dass der Spieler mindestens 16 magische Energien benötigt. Schafft dies ein Spieler, so ist das Spiel vorbei.

## Zielgruppe und Spielprinzip
Magalon ist ein Gesellschaftsspiel für zwei bis vier Spieler ab zwölf Jahren mit einer Spieldauer von ca. 60 Minuten.
Alle Spieler werden zu Magiern, die sich in einem Wettlauf durch die mystischen und magischen Wälder von Magalon schlagen, um drei Artefakte zu sammeln und damit dann in den „Rat der Elf“ aufgenommen werden. Aber von einem einfachen Wettlaufspiel ist Magalon hier weit entfernt, da wir uns hier ja schließlich in einem Magierwettstreit befinden und hier jeder seine magischen Fähigkeiten zur Schau stellt, um Ruinen zu verschieben oder sogar fliegen zu lassen. Die Wege werden hier allerdings noch von den anderen Magiern und deren Schutzmauern blockiert. Die bösen Gnome und der furchteinflößende Gigant können entweder die gegnerischen Magier wieder weit zurückwerfen oder den eigenen Magier sehr weit voranbringen in diesem Spiel. Jeder Magier muss aufpassen, dass ihm seine Energie nicht ausgeht und genug davon übrig bleibt um zurückzukehren, was aber nicht so einfach ist, da der Spielplan durch die eingesetzte Magie immer wieder einen neuen Aufbau erfährt und ein langfristiges Vorausplanen der Züge unmöglich macht.
Magalon ist ein Gesellschaftsspiel mit Wettstreit, welches aber durchaus auch kooperative Elemente beinhalten kann, wenn die Spieler nicht nur jeder gegen jeden arbeiten, sondern sich zwischendurch auch mal gegen den einen oder anderen verbünden.